# 東追分信號場
東追分信號場（日语：／ Higashi-oiwake shingōjyo */?）位於日本北海道勇拂郡安平町追分美園，是北海道旅客鐵道（JR北海道）石勝線沿線的信號場。廢站前只停靠部份普通列車。由於近年使用人數極低，2016年3月26日起遭廢站，並降格為信號場。

## 廢站前的車站構造
設站時已採用簡易車站模式，不設站房，亦沒有站員駐守，只設置相對式側式月台2個，擁有2面2線的月台配置。月台之間以天橋連接，並將兩端的出入口加設趟門及放置椅子等設施，作為簡單的候車室。

## 車站周邊
很難找到車站的聯外道路，事實上由附近的平交道有道路可通往東追分站。車站附近是廣大的農村以及數間農舍。
- 北海道道462號川端追分線

## 歷史
- 1965年（昭和40年）3月1日 - 設立。只有辦理客運業務。
- 1981年（昭和56年）6月1日 - 將車站往追分方向移動300公尺。
- 1987年（昭和62年）4月1日 - 國鐵分割民營化後成為JR北海道轄下的車站。
- 2012年（平成24年）2月16日 - 一列由釧路貨物站行駛的貨物列車因沒有依照訊號導致出軌。直至19日才回復正常服務。
- 2016年（平成28年）3月26日 - 因使用者減少廢止車站[1]。

## 軼事
本站是三得利「金麥」啤酒在2010年時的電視廣告「歸途」（帰り道）篇之外景拍攝地點，廣告是由女演員檀麗代言。

## 相鄰車站
北海道旅客鐵道（JR北海道）
■石勝線
追分（K15）－（東追分信號場）－川端（K17）

## 外部連結
- （日語）全驛參觀之旅 （页面存档备份，存于）